# Kanadische Badmintonmeisterschaft 2013
Die Kanadische Badmintonmeisterschaft 2013 fand vom 30. Januar bis zum 2. Februar 2013 in Gatineau statt.

## Austragungsort
- Gatineau Sports Centre, 850 Boulevard de la Gappe, Gatineau

## Medaillengewinner
| Disziplin    | Gold                         | Silber                        | Bronze                      |
| ------------ | ---------------------------- | ----------------------------- | --------------------------- |
| Herreneinzel | Bobby Milroy                 | Alexander Pang                | Nyl Yakura                  |
| Dameneinzel  | Michelle Li                  | Kristen Tsai                  | Rachel Honderich            |
| Herrendoppel | Adrian Liu Derrick Ng        | Nathan Choi Alvin Lau         | Kevin Li Nyl Yakura         |
| Damendoppel  | Alexandra Bruce Phyllis Chan | Joycelyn Ko Kristen Tsai      | Grace Gao Michelle Li       |
| Mixed        | Toby Ng Grace Gao            | Philippe Charron Phyllis Chan | Andrew Lau Rachel Honderich |